# Jackie DeShannon
Jackie DeShannon, születési nevén Sharon Lee Myers (Hazel, Kentucky, 1941. augusztus 21. –) Grammy-díjas amerikai énekesnő, dalszerző. Legnagyobb sikereit a hatvanas években érte el, ebben az időszakban több dala is a slágerlisták élén szerepelt.

## Diszkográfia

### Nagylemezek
- Jackie DeShannon (1963)
- Breakin' It Up on the Beatles Tour (1964)
- Don't Turn Your Back on Me (1964)
- Surf Party (1964)
- This Is Jackie DeShannon (1965)
- In the Wind (1965)
- You Won't Forget Me (1965)
- C'Mon Let's Live a Little (1966)
- Are You Ready for This? (1967)
- New Image (1967)
- For You (1967)
- Me About You (1968)
- What the World Needs Now Is Love (1968)
- Lonely Girl (1968)
- Great Performances (1968)
- Laurel Canyon (1969)
- Put a Little Love in Your Heart (1969)
- To Be Free (1970)
- Songs (1971)
- Jackie (1972)
- Your Baby Is a Lady (1974)
- New Arrangement (1975)
- The Very Best of Jackie DeShannon (1975)
- You're the Only Dancer (1977)
- Quick Touches (1978)
- Together (1980)
- Pop Princess (1981)
- Jackie DeShannon (1985)
- What the World Needs Now Is ...: The Definitive Collection (1987)
- Good as Gold! (1990)
- The Best of Jackie DeShannon (1991)
- Trouble With Jackie Dee (1991)
- The Early Years (1998)
- Come and Get Me: Best of 1958-1980 (2000)
- You Know Me (2000)
- High Coinage: The Songwriters Collection 1960-1984 (2007)
- Her Own Kind of Light (2008)

### Kislemezek
| Év                                                                   | Kislemez                                                                               | Slágerlistás helyezések | Slágerlistás helyezések | Slágerlistás helyezések | Slágerlistás helyezések | Slágerlistás helyezések | Album                               |
| Év                                                                   | Kislemez                                                                               | US BB Hot 100           | US CB                   | US AC                   | CAN                     | CAN AC                  | Album                               |
| -------------------------------------------------------------------- | -------------------------------------------------------------------------------------- | ----------------------- | ----------------------- | ----------------------- | ----------------------- | ----------------------- | ----------------------------------- |
| 1956                                                                 | "I'm Crazy Darling" b/w "Baby Honey"                                                   | —                       | —                       | —                       | —                       | —                       | nem jelentek meg nagylemezen        |
| 1957                                                                 | "I'll Be True" b/w "How Wrong I Was"                                                   | —                       | —                       | —                       | —                       | —                       | nem jelentek meg nagylemezen        |
| 1958                                                                 | "Buddy" b/w "Strolypso Dance"                                                          | —                       | —                       | —                       | —                       | —                       | nem jelentek meg nagylemezen        |
| 1958                                                                 | "Just Another Lie" b/w "Cajun Blues"                                                   | —                       | —                       | —                       | —                       | —                       | nem jelentek meg nagylemezen        |
| 1959                                                                 | "Lies" b/w "Trouble"                                                                   | —                       | —                       | —                       | —                       | —                       | nem jelentek meg nagylemezen        |
| 1960                                                                 | "So Warm (This Is How I Feel)" b/w "Young Girl's Prayer"                               | —                       | —                       | —                       | —                       | —                       | nem jelentek meg nagylemezen        |
| 1960                                                                 | "Put My Baby Down" b/w "The Foolish One"                                               | —                       | —                       | —                       | —                       | —                       | nem jelentek meg nagylemezen        |
| 1960                                                                 | "Teach Me" b/w "Lonely Girl"                                                           | —                       | —                       | —                       | —                       | —                       | nem jelentek meg nagylemezen        |
| 1961                                                                 | "Think About You" b/w "Heaven Is Being With You"                                       | —                       | —                       | —                       | —                       | —                       | Lonely Girl                         |
| 1961                                                                 | "Wish I Could Find a Boy (Just Like You)" b/w "I Won't Turn You Down"                  | —                       | —                       | —                       | —                       | —                       | nem jelentek meg nagylemezen        |
| 1961                                                                 | "Baby (When Ya Kiss Me)" b/w "Ain't That Love"                                         | —                       | —                       | —                       | —                       | —                       | nem jelentek meg nagylemezen        |
| 1962                                                                 | "The Prince" b/w "I'll Drown in My Own Tears"                                          | 108                     | —                       | —                       | —                       | —                       | Breakin' It Up on the Beatles Tour! |
| 1962                                                                 | "Just Like in the Movies" b/w "Guess Who"                                              | —                       | —                       | —                       | —                       | —                       | nem jelent meg nagylemezen          |
| 1962                                                                 | "You Won't Forget Me" b/w "I Don't Think So Much Of Myself Now"                        | —                       | 104                     | —                       | —                       | —                       | Breakin' It Up on the Beatles Tour! |
| 1962                                                                 | "Faded Love" b/w "Dancing Silhouettes"                                                 | 97                      | 144                     | —                       | —                       | —                       | nem jelent meg nagylemezen          |
| 1963                                                                 | "Needles and Pins" b/w "Did He Call Today, Mama?"                                      | 84                      | 58                      | —                       | 1                       | —                       | Breakin' It Up on the Beatles Tour! |
| 1963                                                                 | "Little Yellow Roses" b/w "Oh Sweet Chariot"                                           | 110                     | 108                     | —                       | 32                      | —                       | Jackie DeShannon                    |
| 1963                                                                 | "When You Walk in the Room" b/w "Till You Say You'll Be Mine"                          | 99                      | 81                      | —                       | 26                      | —                       | Breakin' It Up on the Beatles Tour! |
| 1964                                                                 | "Should I Cry" b/w "I'm Gonna Be Strong"                                               | —                       | —                       | —                       | —                       | —                       | Breakin' It Up on the Beatles Tour! |
| 1964                                                                 | "Oh Boy" b/w "I'm Looking For Someone To Love"                                         | 112                     | 133                     | —                       | —                       | —                       | Breakin' It Up on the Beatles Tour! |
| 1964                                                                 | "Hold Your Head High" b/w "She Don't Understand Him Like I Do"                         | —                       | —                       | —                       | —                       | —                       | Breakin' It Up on the Beatles Tour! |
| 1964                                                                 | "He's Got the Whole World in His Hands" b/w "It's Love Baby (24 Hours A Day)"          | —                       | —                       | —                       | —                       | —                       | Breakin' It Up on the Beatles Tour! |
| 1965                                                                 | "What the World Needs Now Is Love" b/w "I Remember The Boy"                            | 7                       | 8                       | —                       | 1                       | —                       | This Is Jackie DeShannon            |
| 1965                                                                 | "A Lifetime of Loneliness" b/w "Don't Turn Your Back On Me"                            | 66                      | 72                      | —                       | —                       | —                       | This Is Jackie DeShannon            |
| 1966                                                                 | "Come and Get Me" b/w "Splendor in the Grass"                                          | 83                      | 99                      | —                       | —                       | —                       | nem jelent meg nagylemezen          |
| 1966                                                                 | "Are You Ready for This" b/w "Will You Love Me Tomorrow"                               | —                       | —                       | —                       | —                       | —                       | Are You Ready For This              |
| 1966                                                                 | "Windows and Doors" b/w "So Long Johnny"                                               | 108                     | 147                     | —                       | —                       | —                       | Are You Ready For This              |
| 1966                                                                 | "I Can Make It with You" b/w "To Be Myself"                                            | 68                      | 87                      | —                       | —                       | —                       | Are You Ready For This              |
| 1967                                                                 | "Come On Down (From the Top of That Hill)" b/w "Find Me Love"                          | 121                     | 147                     | —                       | —                       | —                       | New Image                           |
| 1967                                                                 | "The Wishing Doll" b/w "Where Does The Sun Go"                                         | —                       | —                       | —                       | —                       | —                       | New Image                           |
| 1967                                                                 | "I Haven't Got Anything Better to Do" Csak promóciós kislemezként jelent meg           | —                       | —                       | —                       | —                       | —                       | New Image                           |
| 1967                                                                 | "It's All in the Game" b/w "Changin' My Mind"                                          | 110                     | —                       | —                       | —                       | —                       | For You                             |
| 1968                                                                 | "Me About You" b/w "I Keep Wanting You"                                                | 119                     | 113                     | —                       | —                       | —                       | Me About You                        |
| 1968                                                                 | "Nobody's Home to Go Home to" b/w "Nicole"                                             | —                       | —                       | —                       | —                       | —                       | Me About You                        |
| 1968                                                                 | "Didn't Want To Have To Do It" b/w "Splendor in the Grass"                             | —                       | —                       | —                       | —                       | —                       | Me About You                        |
| 1968                                                                 | "The Weight" b/w "Splendor in the Grass"                                               | 55                      | 35                      | —                       | 35                      | —                       | Laurel Canyon                       |
| 1968                                                                 | "Laurel Canyon" b/w "Holly Would"                                                      | —                       | —                       | —                       | —                       | —                       | Laurel Canyon                       |
| 1969                                                                 | "Trust Me" b/w "What Is This"                                                          | —                       | —                       | —                       | —                       | —                       | nem jelent meg nagylemezen          |
| 1969                                                                 | "Put a Little Love in Your Heart" b/w "Always Together"                                | 4                       | 4                       | 2                       | 12                      | 9                       | Put A Little Love in Your Heart     |
| 1969                                                                 | "Love Will Find a Way" b/w "I Let Go Completely"                                       | 40                      | 33                      | 11                      | 17                      | 16                      | Put A Little Love in Your Heart     |
| 1969                                                                 | "Do You Know How Christmas Trees Are Grown" b/w "Christmas"                            | —                       | —                       | —                       | —                       | —                       | nem jelent meg nagylemezen          |
| 1970                                                                 | "Brighton Hill" b/w "You Can Come To Me"                                               | 82                      | 52                      | 9                       | 48                      | 7                       | To Be Free                          |
| 1970                                                                 | "You Keep Me Hangin' On"/"Hurt So Bad" b/w "What Was Your Day Like"                    | 96                      | 101                     | —                       | —                       | —                       | To Be Free                          |
| 1970                                                                 | "It's So Nice" b/w "Mediterranean Sky"                                                 | 84                      | 92                      | —                       | —                       | —                       | To Be Free                          |
| 1971                                                                 | "Keep Me Warm" b/w "Salinas"                                                           | —                       | —                       | —                       | —                       | —                       | Songs                               |
| 1971                                                                 | "Stone-Cold Soul" b/w "West Virginia Mine"                                             | —                       | —                       | —                       | —                       | —                       | nem jelent meg nagylemezen          |
| 1972                                                                 | "Vanilla Olay" / "Only Love Can Break Your Heart"                                      | 76 —                    | 95 96                   | 21 38                   | 54 90                   | 12 —                    | Jackie                              |
| 1972                                                                 | "Paradise" b/w "I Wanna Roo You"                                                       | 110                     | —                       | 33                      | —                       | —                       | Jackie                              |
| 1972                                                                 | "Chains on My Soul (I Won't Try To Put Chains On Your Soul)" b/w "Peaceful in My Soul" | —                       | —                       | —                       | —                       | —                       | Jackie                              |
| 1973                                                                 | "Sweet Sixteen" b/w "Speak Out To Me"                                                  | —                       | —                       | —                       | —                       | —                       | nem jelent meg nagylemezen          |
| 1973                                                                 | "Your Baby Is a Lady" b/w "You're Still Gonna Be My Star"                              | —                       | —                       | —                       | —                       | —                       | Your Baby Is a Lady                 |
| 1974                                                                 | "Jimmie, Just Sing Me One More Song" b/w "You've Changed"                              | —                       | —                       | —                       | —                       | —                       | Your Baby Is a Lady                 |
| 1975                                                                 | "Let the Sailors Dance" b/w "Boat To Sail"                                             | —                       | —                       | —                       | —                       | —                       | New Arrangement                     |
| 1976                                                                 | "All Night Desire" b/w "Fire in the City"                                              | —                       | —                       | —                       | —                       | —                       | nem jelent meg nagylemezen          |
| 1977                                                                 | "Don't Let the Flame Burn Out" b/w "I Don't Think I Can Wait"                          | 68                      | 70                      | 20                      | 81                      | 4                       | You're The Only Dancer              |
| 1978                                                                 | "To Love Somebody" b/w "Just To Feel This Love From You"                               | —                       | —                       | 44                      | 97                      | —                       | You're The Only Dancer              |
| 1978                                                                 | "You're the Only Dancer" b/w "Tonight You're Doin' It Right"                           | —                       | —                       | —                       | —                       | —                       | You're The Only Dancer              |
| 1978                                                                 | "Things We Said Today" b/w "Way Above The Angels"                                      | —                       | —                       | 35                      | —                       | —                       | Quick Touches                       |
| 1980                                                                 | "I Don't Need You Anymore" b/w "Find Love"                                             | 86                      | —                       | —                       | —                       | —                       | Together? (Soundtrack)              |
| "—" azokat a kiadásokat jelöli, amelyek nem szerepelnek a táblázaton |                                                                                        |                         |                         |                         |                         |                         |                                     |

## Filmek
- Surf Party (1963)
- Intimacy (1966)
- C'mon Let's Live a Little (1967)

### TV-sorozatok
- Hollywood A Go Go (1965)
- Hullabaloo (1965)
- My Three Sons (1967)
- Playboy After Dark (1969)
- The Wild Wild West (1969) (The Night of the Janus)
- The Johnny Cash Show (1970)
- Flip Wilson Show (1970)
- The Virginian (1970)
- The Catcher (1972)
- The Midnight Special (1976)
- Later... with Jools Holland, Series 41, Episode 6, BBC TWO (2012)